# Plaça de Sant Jaume (Espolla)
La Plaça de Sant Jaume és una plaça pública d'Espolla (Alt Empordà) inclosa a l'Inventari del Patrimoni Arquitectònic de Catalunya. Situat al bell mig del nucli urbà de la població d'Espolla, prop de l'ajuntament.

## Descripció
Conjunt arquitectònic format pels números 2 (can Giró) i 9 de la plaça de Sant Jaume. Es tracta d'edificis cantoners de planta rectangular, amb les cobertes de dos vessants i distribuïts en planta baixa i pis, i també dues plantes. Ambdós habitatges presenten obertures rectangulars amb els emmarcaments arrebossats als pisos superiors, mentre que els portals d'accés són d'arc rebaixat i estan bastits en pedra desbastada i maons. Can Giró compta amb senzills balcons exempts i finestres balconeres als pisos superiors. Pel que fa a la casa del número 9, cal especificar que presenta un petit cos adossat a la façana principal, cobert per una terrassa al pis, a la que s'accedeix des d'unes escales exteriors ubicades a la plaça.
Ambdues construccions són bastides en pedra sense treballar, disposada irregularment i lligada amb abundant morter de calç. A les cantonades hi ha pedres desbastades. Els paraments tenen revestiments arrebossats, tot i que degradats.

## Història
El nucli antic d'Espolla apareix com una de les possessions del monestir de Sant Pere de Rodes, tal com es troba documentat en una notícia de l'any 882. L'any 1319, consta que Dalmau, vescomte de Rocabertí, va retre homenatge al bisbe de Girona amb motiu del delme d'aquest nucli. Durant el segle xviii es va notar un creixement econòmic a tot Catalunya degut al bon moment de les explotacions agrícoles, particularment de la vinya. Igualment va ser un període d'obertura dels mercats americans també per a Catalunya. Aquest període de prosperitat queda palès en la presència de diferents casals i cases de pedra que encara avui es conserven. En aquest context econòmic dels segles XVIII-XIX va ser quan es van edificar la majoria de cases i edificis. La població va experimentar un notable descens durant el segle xx, provocant, igualment, que moltes de les masies de la serra de l'Albera quedessin abandonades.